# Lastoursville
Lastoursville är en stad i centrala Gabon vid floden Ogooué. Den grundades som en etapp för slavhandeln kallad Mandji. Staden bytte 1883 till Maadiville och fick sitt nuvarande namn efter François Rigail de Lastours 1886.  Staden växte fram runt produktionen av palmolja, som administrativt center och kom snabbt att bli ett betydande missionärscenter. Staden är även känd för sina grottor.

## Världsarvsstatus
Grottorna i Lastoursville sattes den 20 oktober 2005 upp på Gabons tentativa världsarvslista.